# 小行星11006
小行星11006（11006 Gilson）是一颗绕太阳运转的小行星，为主小行星带小行星。该小行星于1980年10月9日发现。

## 轨道参数
小行星11006的轨道半长轴为2.1760403 UA，离心率为0.146。